# Троепольский, Владимир Владимирович
Влади́мир Влади́мирович Троепо́льский (2 августа 1954, Саратов — 8 июля 2016, Москва) — советский и российский журналист и медиаменеджер. Заместитель генерального директора информационного холдинга ФГУП «Всероссийская государственная телевизионная и радиовещательная компания» (ВГТРК) (2001—2008, 2009—2016), генеральный директор и президент телеканала «2x2» (1991—1997), генеральный директор ЗАО «НТВ-Плюс» (1997—1998), ОАО «Телерадиокомпания „Петербург“» («Пятый канал») (2008—2009). Член Академии Российского телевидения (2007—2016).

## Биография
С 1972 года по 1974 год проходил срочную военную службу.
В 1979 году окончил факультет журналистики Московского государственного университета им. М. В. Ломоносова (МГУ).

## Профессиональная деятельность
С 1979 года по 1991 год — в Государственном комитете СССР по телевидению и радиовещанию.
Начал профессиональную деятельность на телевидении, заняв должность младшего редактора программ Главного управления внешних сношений Центрального телевидения (ЦТ СССР). Затем занимал должности в Главной редакции программ для Москвы и Московской области, в 1989 году возглавил её в должности главного редактора. Находясь на этом посту, в ноябре 1989 года принял участие в создании первого в СССР коммерческого телеканала «2x2».
С 1991 года по 1994 год — генеральный директор телеканала «2х2». Одновременно, с 16 декабря 1991 года, являлся коммерческим директором Всесоюзной государственной телерадиокомпании, преобразованной 27 декабря 1991 года в Российскую государственную телевизионную и радиовещательную компанию (РГТРК) «Останкино». 7 июля 1992 года был назначен заместителем председателя РГТРК «Останкино», но уже 21 августа того же года покинул этот пост по собственному желанию.
С 1994 года по 1997 год — президент ТОО «Фирма „Телеканал 2х2“». Являлся председателем Совета директоров учреждённого 22 февраля 1996 года ОАО «Ассоциация Спутникового Телевещания» (ОАО «АСТ»).
В 1997 году перешёл на работу в ЗАО «НТВ-Плюс». В начале занял должность заместителя генерального директора, а с сентября 1997 года — генерального директора. Оставался на этом посту до ноября 1998 года. С 10 декабря 1997 года (в рамках холдинга «Медиа-Мост») входил в руководство управляющей компании «НТВ-Холдинг».
С 1999 года по 2001 год — заместитель генерального директора издательского дома ЗАО «Медиа Парк».
С 19 ноября 2001 года по декабрь 2007 года — заместитель генерального директора — директор программной дирекции ФГУП "Государственная телевизионная компания «Телеканал „Россия“»". Был одним из инициаторов ребрендинга телеканала с 1 сентября 2002 года путём изменения его наименования с «РТР» на «Россия». Курировал запуски вещания в июле 2002 года международного спутникового телеканала «РТР-Планета» и в сентябре 2007 года — юношеского телеканала «Бибигон».
С 2002 года по 25 февраля 2004 года — дополнительно совмещал должность заместителя председателя ФГУП «Всероссийская государственная телевизионная и радиовещательная компания» (ВГТРК), с 26 февраля 2004 года (де-факто — с 29 июля 2004 года) по март 2008 года — заместителя генерального директора ФГУП ВГТРК. В 2005 году возглавлял комиссию по реорганизации холдинга.
С января по март 2008 года — руководитель дочерней структуры — Центральный телерадиофонд (ЦТРФ) ФГУП ВГТРК.
Решением внеочередного собрания акционеров 9 апреля 2008 года был избран генеральным директором ОАО «Телерадиокомпания „Петербург“» («Пятый канал»). Оставался на этом посту до 1 сентября 2009 года.
С сентября 2009 года — заместитель генерального директора ФГУП ВГТРК, курировал программную политику информационного холдинга. В период с сентября по декабрь 2009 года провёл подготовительную работу по ребрендингу телеканала «Спорт» в «Россия-2», при этом отказался от анонсированного назначения с января 2010 года на должность генерального директора данного телеканала.

## Общественная деятельность
С 2007 года — член Академии Российского телевидения.
Входил в состав Межведомственной комиссии по информационной работе Совета при Президенте Российской Федерации по развитию физической культуры и спорта, спорта высших достижений, подготовке и проведению XXII Олимпийских зимних игр и XI Паралимпийских зимних игр 2014 года в городе Сочи, XXVII Всемирной летней универсиады 2013 года в городе Казани.

## Награды и премии
- Орден Дружбы (27 ноября 2006 года) — за заслуги в области культуры, печати, телерадиовещания и многолетнюю плодотворную работу[23].
- Орден Почёта (Южная Осетия) (19 января 2009 года) — за большой вклад в организацию объективного освещения событий вокруг Южной Осетии в августе 2008 года[44].